# OPNsense
OPNsense — операционная система с открытым исходным кодом, основанная на FreeBSD с брандмауэром и программным обеспечением для маршрутизаторов, разработанная компанией Deciso в Нидерландах, которая производит оборудование и создаёт пакеты для OPNsense. Это форк операционной системы pfSense, которая, в свою очередь, была основана из m0n0wall, которая была создана на базе FreeBSD. Операционная система была создана в январе 2015 года. Когда разработка m0n0wall прекратилась в феврале 2015 года, его создатель, Мануэль Каспар, передал своё сообщество разработчикам OPNsense.
OPNsense имеет веб-интерфейс, и совместима с архитектурами i386 и x86-64. Кроме действий межсетевого экрана, операционная система также имеет шейпинг, балансировку нагрузки, и возможности VPN, а другие возможности могут быть добавлены через дополнительные плагины.
В ноябре 2017 года, Всемирная организация интеллектуальной собственности обнаружила, что компания Netgate, владелец авторских прав pfSense, недобросовестно использовала домен opnsense.com для дискредитации OPNsense, и обязала Netgate передать домен Deciso. Netgate попыталась защититься отсылкой к добросовестному использованию и заявила, что доменное имя было использовано «для пародийного веб-сайта». Заявление был отклонено на том основании, что свобода слова не распространяется на регистрацию доменных имён.

## История версий
| Версия | Кодовое имя         | Дата релиза | Основана на      |
| ------ | ------------------- | ----------- | ---------------- |
| 15.1   | Ascending Albatross | 02.01.2015  | Неизвестно       |
| 15.7   | Brave Badger        | 02.07.2015  | Неизвестно       |
| 16.1   | Crafty Coyote       | 28.01.2016  | FreeBSD 10.2     |
| 16.7   | Dancing Dolphin     | 28.07.2016  | FreeBSD 10.3     |
| 17.1   | Eclectic Eagle      | 31.01.2017  | FreeBSD 11.0     |
| 17.7   | Free Fox            | 31.07.2017  | Неизвестно       |
| 18.1   | Groovy Gecko        | 29.01.2018  | FreeBSD 11.1     |
| 18.7   | Happy Hippo         | 31.07.2018  | FreeBSD 11.2     |
| 19.1   | Inspiring Iguana    | 28.01.2019  | HardenedBSD 11.2 |
| 19.7   | Jazzy Jaguar        | 17.07.2019  | HardenedBSD      |
| 20.1   | Keen Kingfisher     | 30.01.2020  | HardenedBSD 12.1 |
| 20.7   | Legendary Lion      | 30.07.2020  | HardenedBSD 12.1 |
| 21.1   | Marvelous Meerkat   | 28.01.2021  | HardenedBSD      |
| 22.1   | Observant Owl       | 27.01.2022  | FreeBSD 13       |
| 22.7   | Powerful Panther    | 28.07.2022  | FreeBSD 13.1     |
| 23.7   | Restless Roadrunner | 31.07.2023  | FreeBSD 13.2     |
| 24.1   |                     | ??.01.2024  |                  |
| 25.1   | Ultimate Unicorn    | 29.01.2025  | FreeBSD 14.2     |